# Dům Felix Zawojski
Reprezentativní secesní dům Felix Zawojski, běžně nazýván zkráceně dům Zawojski, či pouze Zawojski, stojí v centru lázeňské části Karlových Varů v městské památkové zóně v ulici Tržiště č. 29/9. Byl postaven v letech 1899–1901 podle projektu architekta Karla Haybäcka karlovarskou	firmou Karla Hellera.
Objekt byl prohlášen kulturní památkou, památkově chráněn je od 3. května 1958, event. od 31. prosince 1981, rejstř. č. ÚSKP 17153/4-4123.

## Felix Zawojski v Karlových Varech
Krejčovský mistr Felix Zawojski (1848–1921), syn polského otce[zdroj?] a české matky, pocházel z obce Doubravník. Ve Štýrském Hradci se vyučil krejčím a jako tovaryš pak pracoval ve Vídni a Paříži. Časem šil v nejlepších salonech světa pro nejvznešenější klientelu. Působil v Rakousku, Německu, Francii, Rusku, Indii, Persii, severní Africe i Americe.
Koncem 19. století již jako padesátník přišel spolu s manželkou, malířkou Marii Štempjerovou, do Karlových Varů, aby se zde usadil. Nejprve zakoupil dům U města Lindau v Moravské ulici a otevřel si zde krejčovskou dílnu. Později se však rozhodl vybudovat módní salón v centru lázní.
Zawojští patřili ke karlovarské honoraci, byli pokládáni za polské šlechtice. V roce 1902 existovalo v Karlových Varech celkem 151 módních ateliérů, c. k. dvorní dodavatel Zawojski však byl nejznámějším a nejvyhledávanějším. Ateliér navštěvovala bohatá a vznešená klientela, jeho služby využívaly královské a aristokratické rodiny celé Evropy. Například anglický král Eduard VII., známý jako arbiter elegantiarum, soudce ve věcech vkusu. Další vzácný host (z roku 1902), perský šáh Mustaffa Eddin byl se svou zakázkou tak spokojen, že udělil Zawojskimu právo kdykoli navštěvovat své zámecké komnaty a rovněž mít čtyři manželky.
V době, kdy byl Felix Zawojski již šedesátiletý, rozhodl se ukončit svoji profesní kariéru. V roce 1911 dům prodal a z Karlových Varů se odstěhoval do Opatie, kde Zawojští vlastnili penzion. V roce 1912 vykoupil svůj rodný domek v Doubravníku a nechal si jej zrekonstruovat do podoby vily podobné těm v Karlových Varech. Pobýval zde většinou v létě, v zimě pak v Opatii.

## Historie domu
V roce 1899 zakoupil Felix Zawojski menší stavební pozemek v sousedství Tržiště v historickém centru města. Na místě, kde stával barokní dům jménem Templ, o němž je zmínka z roku 1756, nechal v letech 1899–1901 postavit nový dům. Projekt vypracoval vídeňský architekt Karl Haybäck, dům pak postavila karlovarská stavební firma Karla Hellera. Městská rada povolila užívání domu již 9. května 1900.
V přízemí byly situovány krejčovský salon a prodejní místnosti, v galerii v mezipatře reprezentační sál a krejčovské dílny. Ve druhém patře byl umístěn soukromý byt Felixe Zawojského a umělecký ateliér jeho manželky. Výše pak byly lékařské ordinace a nad nimi pokoje k pronájmu lázeňským hostům. Roku 1910 byl v objektu zbudován výtah, první výtah v měšťanském domě v Karlových Varech.
V roce 1911 prodal Felix Zawojski dům Živnostenské bance, prvnímu českému podniku v Karlových Varech. Roku 1924 byly výlohy zvýšeného přízemí domu upraveny podle návrhu českého architekta Osvalda Polívky.
Po druhé světové válce sloužil dům Felix Zawojski jako obytný dům. Dne 3. května 1958 byl zapsán na státní seznam nemovitých kulturních památek.

## Ze současnosti domu
V roce 1989 bylo rozhodnuto uvést budovu do původního stavu. Plány zpracoval architekt Ivo Slavíček, rekonstrukci realizovala firma Městský stavební podnik.
V letech 2006–2009 se uskutečnila přestavba objektu na hotel. Projekt vypracoval architekt Patrik Danda, stavební práce provedla karlovarská společnost BAU-STAV, spol. s r.o. V soutěži o nejlepší stavbu a projekt Karlovarského kraje roku 2006–2007 získal dům Zawojski první místo v hodnocení poroty.
V současnosti (květen 2021) je dům evidován jako stavba ubytovacího zařízení v soukromém vlastnictví.

## Popis domu
Řadový třípatrový dům, který se nachází v ulici Tržiště č. 29/9, je jedním z nejčistších příkladů florální secese v Karlových Varech.
Dům stojí na břehu řeky Teplé. Obě průčelí, jak uliční do Tržiště, tak zadní nad řekou (lze vidět z Vřídelní ulice), projevují stylovou jednotu v architektonických prvcích fasády, v plastické výzdobě, železných mřížích balkonů, tvaru oken i střešních útvarů. Rovněž stylové je interiérové vybavení.

## Zajímavost
V domě měl ordinaci lázeňský lékař a první poválečný starosta Karlových Varů doktor Milan Mixa.